# Ferro-china

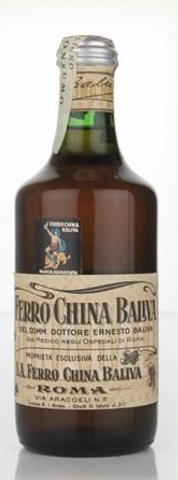
Antica Bottiglia di ferro china Baliva

Il ferro-china o ferrochina è un liquore di colore scuro da consumarsi solitamente come bevanda digestiva e ricostituente, ma viene usato sovente come aperitivo. Fu inventato nel penultimo decennio del XIX secolo dall'imprenditore e garibaldino italiano Felice Bisleri, che lo brevettò nel 1881.
Sull'onda della moda per i tonici, diventati un fenomeno internazionale, il ferro-china venne esportato principalmente in Asia e India, dove era consumato, mescolato con acqua, come depuratore.

## Composizione
La composizione del ferro-china prevede prevalentemente citrato di ferro e corteccia di China, miscelati con altre erbe e concentrati zuccherini al fine di aumentarne la gradazione. È il primo liquore in assoluto ad essere realizzato con il sale di un metallo.

## Storia
Il ferro-china era considerato un tonico corroborante con proprietà digestive e ottimo integratore per il sangue. Veniva consumato come liquore e aperitivo. Le madri dell'epoca, inoltre, sbattevano l'uovo e lo mischiavano con il ferro-china affinché aiutasse i loro figli nella crescita.
Nel 1894 Ernesto Baliva, medico negli ospedali di Roma, sviluppò una propria ricetta di ferro-china e iniziò a rifornire le farmacie romane. La raccomandazione era un cucchiaino al dì, come si usava fare per un tonico, da somministrare anche ai bambini. Si credeva infatti che il ferro diluito in alcool fosse facilmente metabolizzato dall'organismo. La combinazione con la corteccia di china era anche considerata una cura contro la malaria. Quella del ferro-china rimase una categoria di tendenza fino alla fine degli anni settanta, poi, scomparve lentamente. La sua tipica bottiglia è in vetro scuro per proteggere il contenuto dalla luce, analogamente a quanto avviene per la conservazione di prodotti farmaceutici.

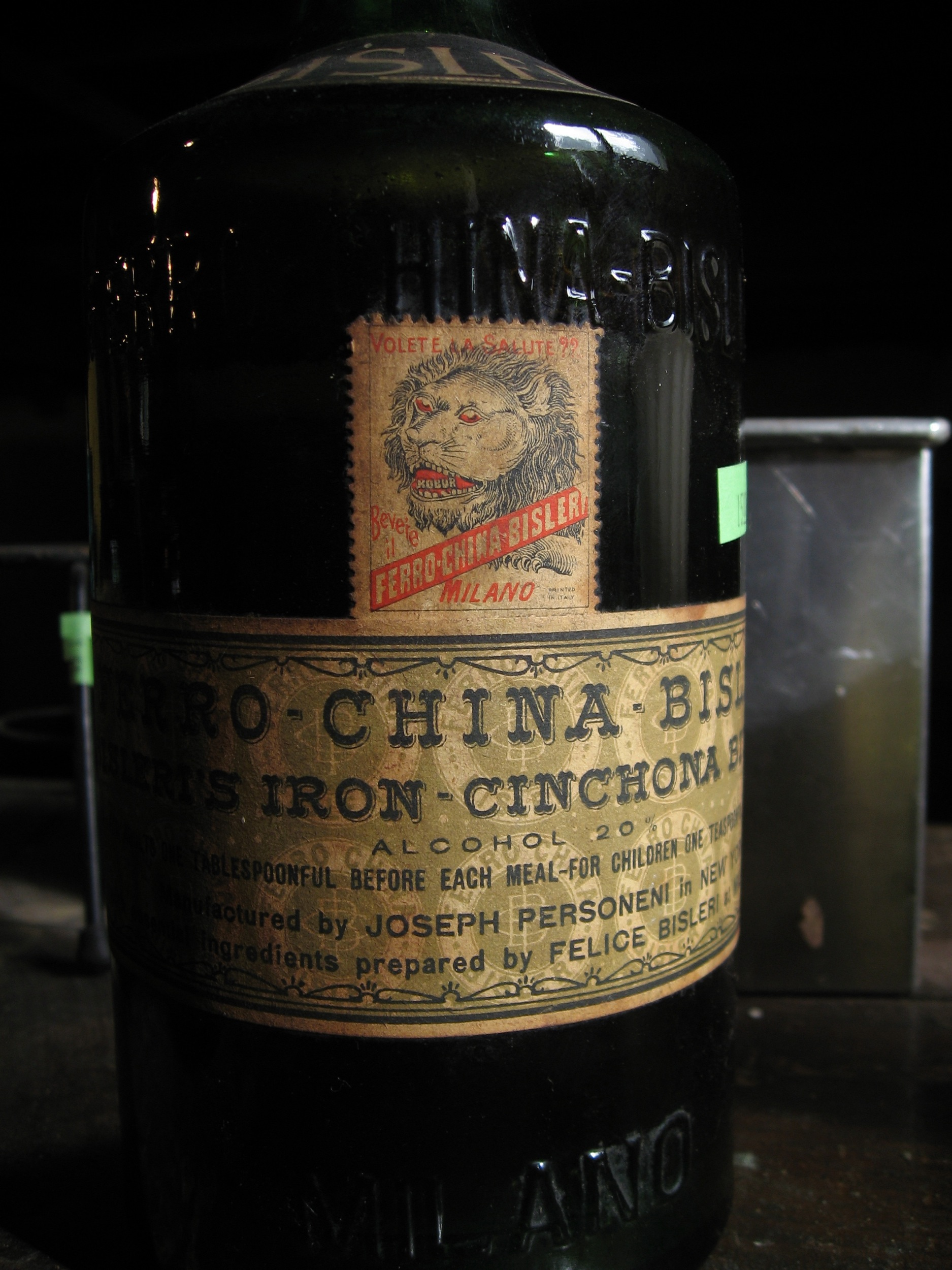
Bottiglia di ferro-china Bisleri

## Produzione
I principali marchi e siti produttivi del ferrochina:
- Ferro-china al Redentore (Trieste 1848)[9] [10]
- Ferro-china Baliva[11] (Roma)
- Ferro-china Bisleri[12] (Milano)
- Ferro-china Caffo[13] (Limbadi)
- Ferro-china Caterini[14]; successivamente Ferrochina del Moro (Castrovillari)
- Ferrochina Composto (Abbazia di Casamari)
- Pepto Ferro China Glef (Napoli)